# Edelmira Sampedro y Robato
Pour les articles homonymes, voir Sampedro.
Titre
Dauphine de France 
(en droit canon)
29 septembre 1936 – 6 septembre 1938
(1 an, 11 mois et 8 jours)
Edelmira Sampedro y Robato, appelée en français Édelmire de Bourbon (5 mars 1906 - 23 mai 1994), est comtesse de Covadonga après son mariage avec Alphonse de Bourbon, ancien prince des Asturies, en 1933.

## Biographie
Edelmira est née à Sagua La Grande, à Cuba, le 5 mars 1906. Elle est la fille d’un marchand cubain et de son épouse, membres d’élite de la société havanaise.
Durant un voyage dans un sanatorium à Lausanne, en 1932, Edelmira, alors âgée de 26 ans, rencontre Alphonse, 25 ans (le prince y était traité pour l’hémophilie). Après que le couple se soit vu au cinéma un soir, leur romance débuta. Cependant cela ne fut pas sans causer des problèmes pour la famille royale espagnole. En effet, à l’annonce de cette romance, l’ancien roi Alphonse XIII réduisit l’allocation mensuelle qu’il accordait à son fils. Le roi le força par ailleurs à renoncer à ses droits au trône espagnol. Bien que titré comte de Covadonga, le prince était relégué au titre de simple infant d’Espagne.
Le 21 juin 1933, à Ouchy, dans la ville de Lausanne, le couple put s’unir devant Dieu. Cependant et malgré l’invitation qui leur fut envoyée, aucun membre de la famille royale espagnole n’assista aux noces.
Cependant leur mariage fit long feu, en effet Edelmira était jalouse, de plus les combats constants que menait Alfonso avec sa maladie l’éloignaient de son épouse. Leur mariage fut notamment marqué par de nombreuses séparations. En 1937, Edelmira accuse son époux d’entretenir une liaison. Alors, à New-York, Alfonse demande une annulation du mariage tandis que, en se retirant à La Havane, Edelmira demande le divorce. Cette dernière avait par ailleurs eu raison, Alfonso entretenait une liaison avec la mannequin cubaine Marta Esther Rocafort-Altuzarra qu’il épousera moins d’un mois après son divorce.
Après avoir déménagé à Coral Gables, Alfonso meurt des suites d’un accident de voiture mineur sur le boulevard Biscayne en raison de son hémophilie, le 6 septembre 1938. Sur les instructions de ses parents, il est inhumé durant une cérémonie privée au mausolée du cimetière de Graceland, à la frontière de Coral Gables.
Cependant, Edelmira conserve son titre de comtesse de Covadonga et ce, malgré son divorce (uniquement juridique). Pendant plus de 60 ans, elle a refusé tous les entretiens et ne se remariera jamais. Selon tous les témoignages, la famille royale espagnole l'a traitée avec respect et lui a accordé tous les droits et honneurs que lui apportait son statut de veuve royale.
Edelmira vécut à La Havane jusqu’à la révolution. À la suite de cette dernière elle partit vivre chez sa sœur à Coral Gables. Elle mourut le 23 mai 1994, à plus de 4 000 miles du dernier lieu de repos de son époux.

## Titulature

### En Espagne
Les qualifications et titres de courtoisie portés par Édelmire de Bourbon comme épouse du prince Alphonse de Bourbon sont les suivants :
- 5 mars 1906 - 21 juin 1933 : Mademoiselle Edelmira Sampedro-Ocejo y Robato ;
- 21 juin 1933 - 23 mai 1994 : Madame la comtesse de Covadonga.

### En France
En France, les qualifications et titres portés actuellement par les membres de la maison de Bourbon n’ont pas d’existence juridique et sont considérés comme des titres de courtoisie. Ils sont attribués par le chef de maison. Épouse d’un héritier légitimiste au trône de France, Édelmire de Bourbon porta les titres suivants :
- 21 juin 1933 - 29 septembre 1936 : Son Altesse Sérénissime Édelmire de Bourbon, princesse du sang.
- 29 septembre 1936 - 6 septembre 1938 : Son Altesse Royale la dauphine de France.
- 6 septembre 1938 - 23 mai 1994 : Son Altesse Royale la dauphine de France douairière.

## Pour approfondir